# 莱萨沃尼耶尔-韦兰-蒂埃兰
莱萨沃尼耶尔-韦兰-蒂埃兰（法語：Les Avenières-Veyrins-Thuellin，法語發音：[lez‿avənjɛʁ veʁɛ̃ tɥɛlɛ̃]）是法国伊泽尔省的一个市镇，属于拉图尔迪潘区。该市镇于2016年1月1日由原市镇莱萨沃尼耶尔和韦兰-蒂埃兰合并而成。

## 地理
莱萨沃尼耶尔-韦兰-蒂埃兰（45°38'9"N, 5°33'45"E）面积41.56 平方千米，位于法国奥弗涅-罗讷-阿尔卑斯大区伊泽尔省，该省份为法国东南部内陆省份，北起顺时针与安省、萨瓦省、上阿尔卑斯省、德龙省、阿尔代什省、卢瓦尔省和罗讷省。

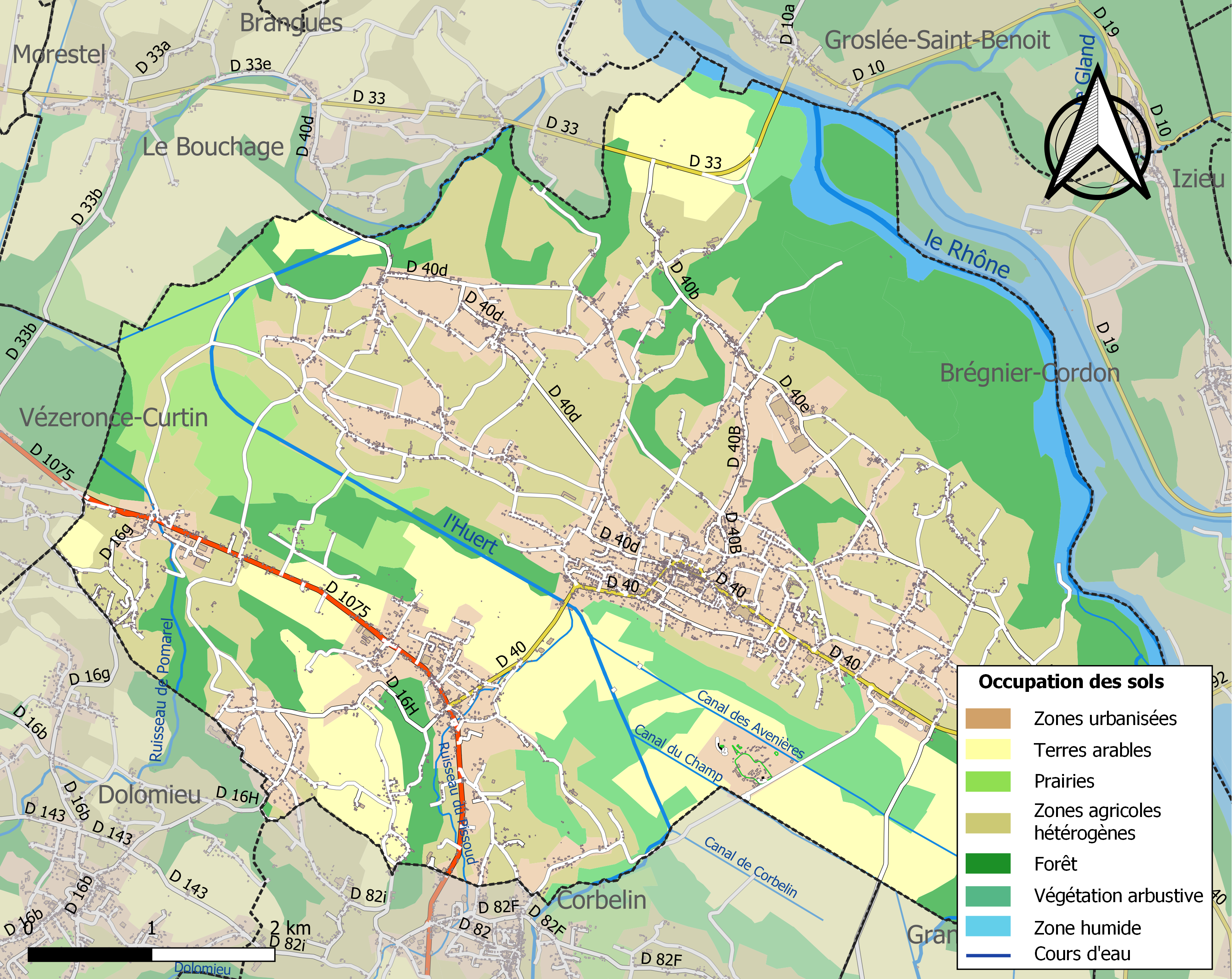
莱萨沃尼耶尔-韦兰-蒂埃兰的OSM定位图

与莱萨沃尼耶尔-韦兰-蒂埃兰接壤的市镇（或旧市镇、城区）包括：布雷涅-科尔东、格罗莱-圣伯努瓦、阿奥斯特、勒布沙日、科尔伯兰、格拉尼约、多洛米约、韦兹龙斯-屈尔坦。
莱萨沃尼耶尔-韦兰-蒂埃兰的时区为UTC+01:00、UTC+02:00（夏令时）。

## 行政
莱萨沃尼耶尔-韦兰-蒂埃兰的邮政编码为38630，INSEE市镇编码为38022。

## 政治
莱萨沃尼耶尔-韦兰-蒂埃兰所属的省级选区为莫雷斯泰勒县。

## 人口
莱萨沃尼耶尔-韦兰-蒂埃兰于2022年1月1日时的人口数量为7699人。